# Санатрук (царь маскутов)
Санатрук (? — 338 год) — маскутский правитель IV века. В битве при Ошакане в 338 году армия Санатрука потерпел поражения против армянских войск и голову Санатрука отрубили и отнесли к армянскому царю.

## Военный поход в Армению
В 337 году собрав огромное войско Санатрук совершил поход в Армению. Санатрук призвал на помощь северные племена и сасанидов.